# Jacqueline Harpman
Jacqueline Harpman (Etterbeek, 1929. július 5. vagy 1929. július 29. – Brüsszel, 2012. május 24.) belga (francia nyelvű) író és pszichoanalitikus. 
Belgiumi, csipkékkel kereskedő zsidó család második gyermeke. A második világháború idején menekülni kényszerültek: Casablancában éltek 1945-ig. A zsidógyűlölet miatt az ottani francia nyelvű főiskolára sem járhatott, ezeknek az éveknek emlékét, saját érzéseit írta meg a En quarantaine (Karanténban) című művében. Középiskolás éveiben szerette meg a francia nyelvet és irodalmat. Háború után visszatért Brüsszelbe, itt orvosi szabadegyetemre járt, majd tuberkulózisa miatt két évig szanatóriumban gyógyult. Itt írta meg első (kiadatlan) regényét.
Első férjével, a flamand Emile Degelin filmrendezővel több film írásában és rendezésében együttműködött. René Juliarddal együtt jelentette meg 1958-ban első novelláskötetét (L'amour et l'acacia) és első regényét (L'apparition des esprits). Rádióműsorokat, mozifilmeket írt és színházi kritikákat.
Második férjétől, Pierre Puttemans építész-költőtől született két lánya.
Húsz év szünet következett írói pályafutásában: ezalatt pszichoanalízist tanult, és pszichoterapeutaként dolgozott. 1980-tól kezdve cikkeket írt a Revue belge de psychanalyse számára. (Ezek között egy cikket a vámpírokról, egyet Proustról és számos cikket a nők elkötelezettségéről.) 
1987-ben kezdett újra könyveket írni. Történeteiben pszichózisokat, novelláiban irodalmi és történelmi szereplők mítoszát dolgozta fel (Antigoné, Mária, Jeanne d'Arc). Rajongott a fizikáért, asztrofizikáért, továbbá számos sci-fi mű termékenyítette meg írói képzeletét.
Írói munkásságát számos díjjal honorálták. Egészen halála napjáig aktívan írt és dolgozott.